# Samuel Stritch
Samuel Alphonsius Stritch (ur. 17 sierpnia 1887 w Nashville, zm. 27 maja 1958 w Rzymie) – amerykański duchowny katolicki, arcybiskup Chicago w latach 1939–1958, kardynał, proprefekt Kongregacji Rozkrzewiania Wiary.

## Życiorys
Urodził się w rodzinie Garreta Stritcha i Katherine O’Malley. Miał siedmioro rodzeństwa. Ukończył Seminarium św. Grzegorza w Cincinnati, a następnie wyjechał na studia do Rzymu na Papieskie Ahteneum „De Propaganda Fide”. Święcenia kapłańskie otrzymał 21 maja 1910 w bazylice laterańskiej z rąk kardynała Pietra Respighi. Powrócił do rodzinnej diecezji Nashville i pracował duszpastersko w latach 1910–1916, a następnie jako sekretarz biskupa Thomasa Byrne 1916–1917 i kanclerz kurii 1917–1921.
10 sierpnia 1921 otrzymał nominację na biskupa Toledo. Konsekrowany 30 listopada tego samego roku w katedrze Matki Bożej Różańcowej w Toledo przez arcybiskupa Cincinnati Henry’ego Moellera. W momencie konsekracji był najmłodszym biskupem USA. 26 sierpnia 1930 został arcybiskupem Milwaukee. Funkcję tę pełnił do 27 grudnia 1939, kiedy to został przeniesiony na metropolię Chicago. Służył tam przez prawie 20 lat. W 1946 podniesiony do rangi kardynała prezbitera z tytułem Sant’Agnese fuori le mura.
W lipcu 1954 zakazał katolikom z Illinois brania udziału w spotkaniu Światowej Rady Kościołów w Evanston. 1 marca 1958 otrzymał nominację na proprefekta Kongregacji Rozkrzewiania Wiary, a tym samym stał się pierwszym Amerykaninem na czele watykańskiej kongregacji. Niedługo po objęciu nowego stanowiska, w wyniku zakrzepu krwi amputowano mu prawą rękę. Po operacji doznał udaru mózgu i zmarł po kilku dniach. Ciało sprowadzono do Chicago, gdzie został pochowany.